# Teoria europejskiego cudu

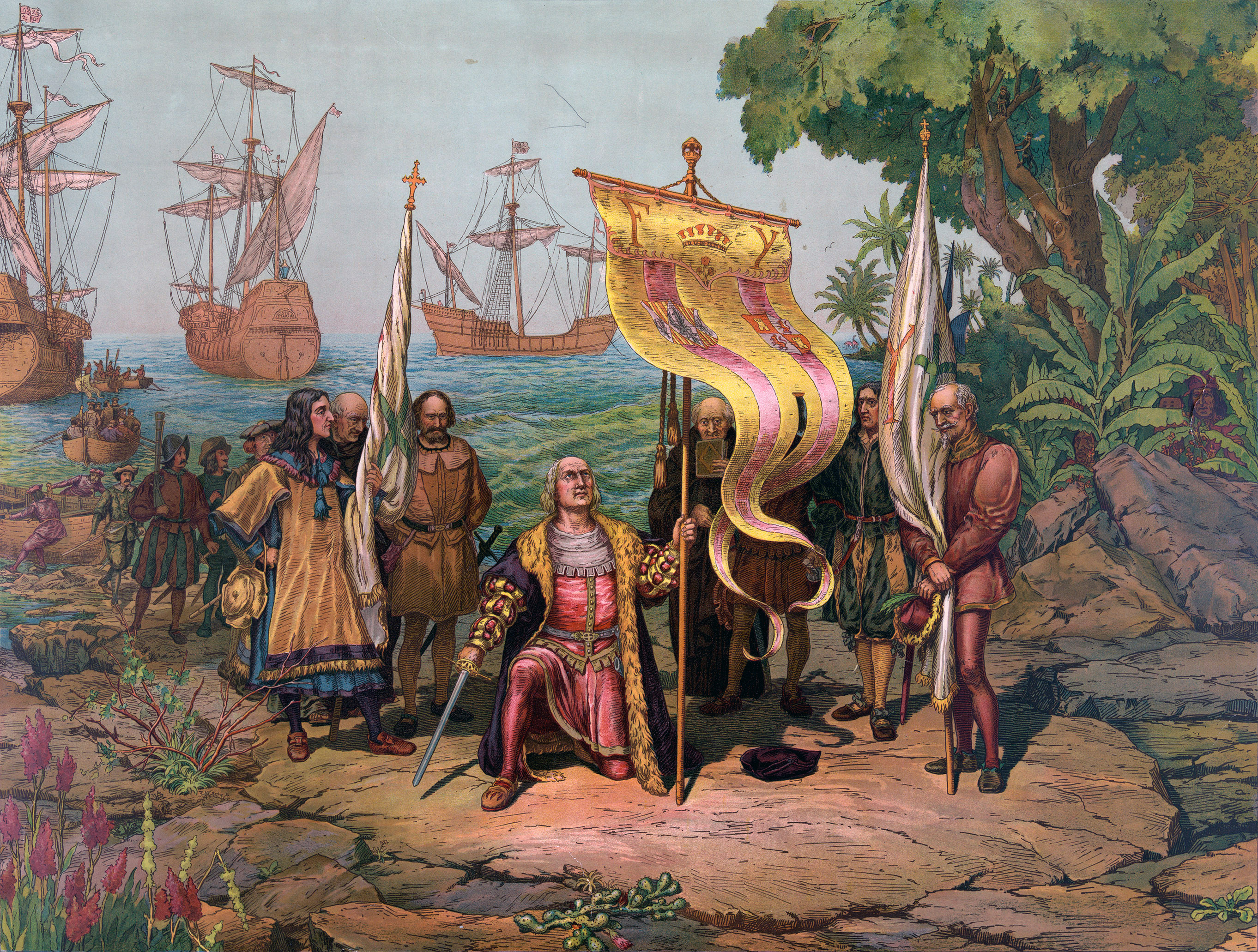
Krzysztof Kolumb w imieniu króla hiszpańskiego obejmuje we władanie odkryte ziemie

Teoria europejskiego cudu (ang. The European Miracle) – koncepcja Erica Jonesa, autora The European Miracle: Environments, Economies and Geopolitics in the History of Europe and Asia mówiąca, że Europa i Europejczycy już przed 1492 rokiem miała specjalne cechy, które pozwoliły na odkrycie Nowego Świata, rozwój kapitalizmu,  i zdominowanie światowego handlu i polityki. Choć poprzednika tej teorii można widzieć w osobie Maxa Webera, autora słynnego opracowania Etyka protestancka a duch kapitalizmu, w którym argumentuje, że społeczność protestancka miała cechy predestynujące ją do wytworzenia stosunków kapitalistycznych, to teorię europejskiego cudu uważa się często za przykład wulgarnego europocentryzmu.
Centralnym punktem tej teorii jest idea specyficznej struktury europejskiej rodziny. Kobiety wychodziły za mąż późno i miały mało dzieci, gdy tymczasem reszta świata, by zacytować Jonesa, „bezsensownie się mnożyła” (por. Thomas Malthus). Jones wskazywał również na specyfikę europejskich miast, które, jak dowodził, miały powstać wcześniej i lepiej się rozwinąć. Szczególnie chwalił na wpół autonomiczny model włoskich XV-wiecznych miast-państw, w których narodziła się bankowość. Dzięki wrodzonej racjonalności, Europejczycy byli zdolni do wdrożenia rewolucyjnych innowacji, które sprawiły, że społeczeństwo stało się bardziej produktywne i wybudowało lepsze statki, co spowodowało zdominowanie handlu.

## Krytyka
Teorię europejskiego cudu za mit uznał niemiecki ekonomista i socjolog André Gunder Frank. James Blaut nazwał teorię Idle'a „rasizmem kulturowym”. Krytycy wskazują na to, że w XV wieku inne części świata były równie rozwinięte. Ponad połowa populacji żyjącej w miastach (powyżej 10 000) zamieszkiwała Chiny. Wyprawy Zheng He pozwalają wierzyć, że chińskie statki były wówczas lepsze od europejskich.
Konkurencyjną teorią jest, że Europejczycy zaczęli się szybciej rozwijać, ponieważ dotarli do amerykańskiego złota i srebra jako pierwsi.